# Deir Seta
Koordinaten: 36° 5′ 56,6″ N, 36° 38′ 40,2″ O
Deir Seta (arabisch دير سيتا) auch Der Sita, war eine antike Siedlung beim heutigen gleichnamigen Dorf im Gebiet der Toten Städte im Nordwesten von Syrien. Aus frühbyzantinischer Zeit sind die Reste von drei Kirchen in der Siedlung und einer weiteren Kirche, die zu einem außerhalb gelegenen Kloster gehörte, erhalten. Ungewöhnlich ist die hexagonale Form eines Baptisteriums.

## Lage
Deir Seta liegt im Gouvernement Idlib im mittleren Bereich des nordsyrischen Kalksteinmassivs im Süden des Dschebel Barischa, am östlichen Rand dieses karstigen Hügelgebiets. Von Norden kommend zweigt eine Nebenstraße von der Hauptverbindungsstraße Aleppo – Antakya (Türkei) kurz vor der Grenze ab und erreicht mit Bashmishli das erste Dorf auf der Höhe. Innerhalb weniger Kilometer sind von hier die beiden antiken Nachbarorte Dar Qita und Baqirha, sowie Ba'uda erreichbar. Sechs Kilometer südlich von Baqirha liegt Barischa und weiter südlich Deir Seta, das von Bashmishli 24 Kilometer entfernt ist. Die Ruinen sind teilweise durch Häuser des modernen Dorfes verbaut und wie in der antiken Zeit von ausgedehnten Olivenhainen umgeben. Die nächste größere Stadt im Süden ist Idlib.

## Ortsbild
Die Blütezeit der Siedlung lag im 6. Jahrhundert. Aus dieser Zeit stammen die erhaltenen Kirchenruinen innerhalb der Wohnsiedlung und die Kirche des 500 Meter östlich des Ortskerns gelegenen Klosters. Größte Kirche war die Nordkirche mit einem separaten Baptisterium im Westen des Ortes. Ab dem 7. Jahrhundert wurde Deir Seta von seinen christlichen Bewohnern allmählich verlassen.
Im Unterschied zu den meisten Dörfern im Gebiet der Toten Städte, die im Mittelalter unbewohnt waren, dürfte in Deir Seta eine größere islamische Siedlung bestanden haben. Es wurden Reste von Wohngebäuden und zwei Friedhöfen mit arabischen Grabinschriften gefunden. Der eine islamische Friedhof lag im Westen in der Nähe des Baptisteriums. Eine Grabinschrift trägt das Datum 1431 n. Chr. Der zweite Friedhof am Ostrand erfuhr durch ein ungewöhnliches Grab Beachtung. Es ist die Nachbildung eines Steinsarkophages aus hellenistischer und christlicher Zeit, der von einem Steindeckel mit den typischen Akroterien an den vier Ecken überdeckt wird. Dieses und andere Gräber waren außerdem mit kreisrunden Medaillon-Reliefs verziert, wie sie in christlicher Zeit üblich waren. Ein Grabmal trägt zwei Inschriften, die auf die Jahreszahlen 1469/70 und 1530 n. Chr. verweisen.

### Nordkirche

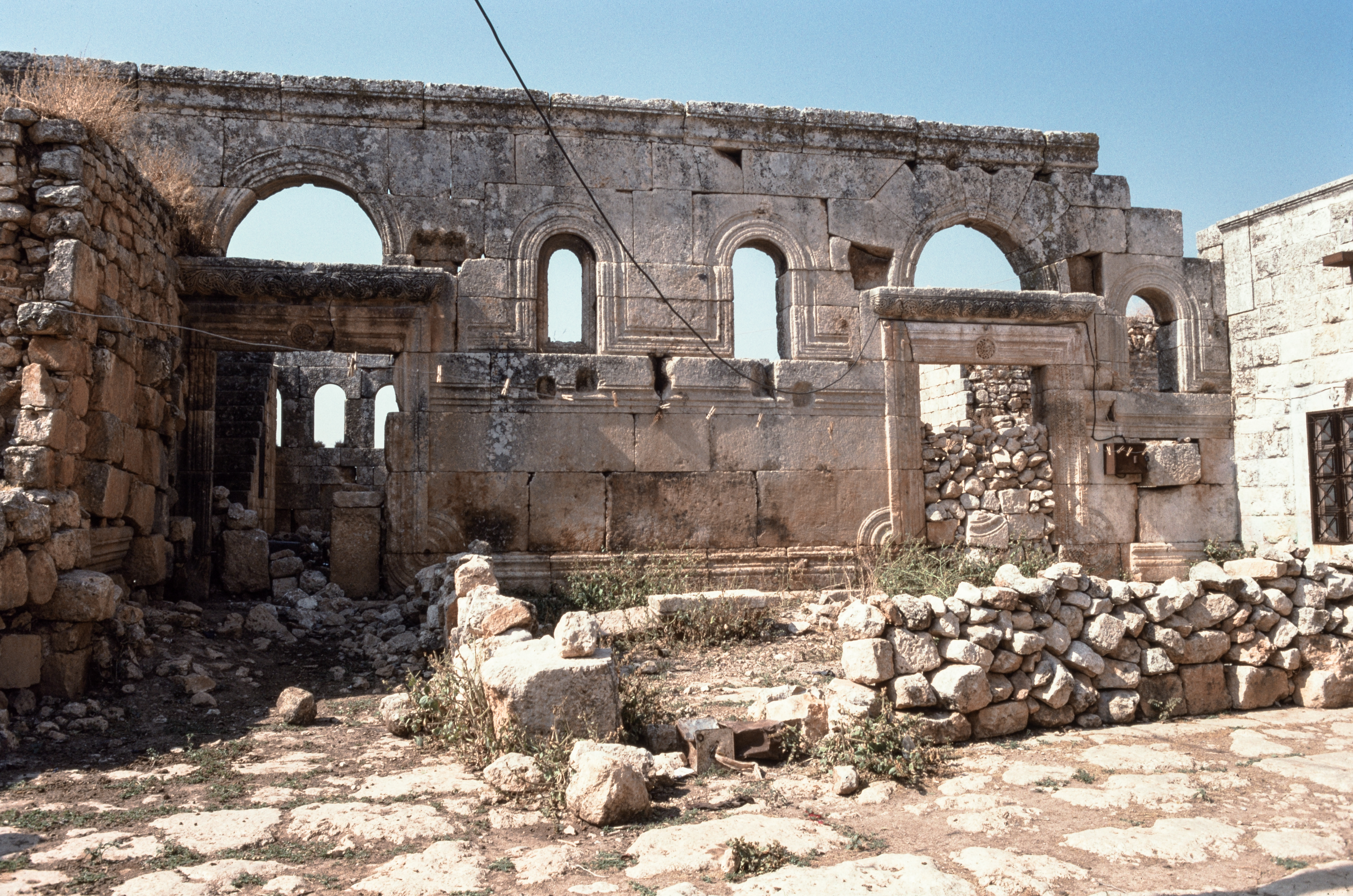
Nordkirche, Südfassade mit zwei Eingängen

Die Nordkirche wurde in den 1860er Jahren von Melchior Comte de Vogüé erstmals beschrieben und um 1900 von Howard Crosby Butler im Verlauf der von ihm geleiteten Princeton-Expedition untersucht. Weitere Untersuchungen führten in den 1950er Jahren Georges Tchalenko, ab den 1970er Jahren Christine Strube und 1983 Jean-Pierre Sodini durch. 1987 publizierte Wedad Khoury eine archäologische Gesamtaufnahme der antiken Stätte.
Die dreischiffige Kirche ist eine Säulenarkadenbasilika mit jeweils sieben Jochen in den beiden Hochwänden des Mittelschiffs. Innerhalb der geraden Ostwand lag eine halbrunde Apsis, die von seitlichen Nebenräumen ohne Verbindung zur mittleren Apsis umgeben war; der südliche Nebenraum diente als Martyrion (Reliquienkammer). Das rechteckige Gebäude war innen 32,2 Meter lang und 18,7 Meter breit. Es besaß zwei Eingangstüren in der Südwand, eine im Norden und eine in der westlichen Giebelwand. Wegen des nach Norden abfallenden Geländes stand die Kirche an dieser Seite auf einer hohen Terrasse.
Die Längswände im Süden und Norden blieben bis zum Dachgesims erhalten. Bis auf die Ostwand sind die Außenfassaden durch ein oberhalb der Fenster umlaufendes Gesimsband horizontal gegliedert. Die West- und Ostwand wurde, seit Butler die Kirche besucht hatte, durch zwischenzeitlich erfolgte Anbauten von Wohnhäusern stark verändert. Im Osten blieben nur ein Gesims an der Terrasse und in eine moderne Wand verbaute Mauerteile übrig. Von der Westfassade steht die Südwestecke mit einem Fenster aufrecht, die restliche Wand musste einem Neubau weichen. Die von Butler beschriebenen, damals noch in größerer Zahl vorhandenen Kapitelle sind bis auf wenige Fragmente verschwunden. Das Kapitell einer der beiden östlichen Pfeilervorlagen (für das erste Joch der Mittelschiffwand) ist im korinthischen Stil mit Akanthusblättern um ein zentrales Medaillon gestaltet. Ein zum Apsisbogen gehörender Stein zeigt von außen nach innen einen Rundstab mit einer Reihe schmaler Blättchen, eine Mäanderleiste, ein S-förmig geschwungenes cyma recta (eine Form des Sima) mit einem Blattfries und einer abschließenden Leiste. Das Profil entspricht demjenigen der Basilika von Deir Turmanin, die Ende des 5. Jahrhunderts erbaut wurde.
Die Nordkirche wird auf den Anfang des 6. Jahrhunderts datiert. Wesentliche Stilelemente lassen sich über Deir Turmanin weiter auf Qalʿat Simʿan (Simeonskloster) zurückführen. Das etwa zwischen 476 und 490 erbaute Simeonskloster stellte den Höhepunkt der Kirchenarchitektur im Norden des Kalksteinmassivs dar. Stilelemente von dort wurden vielfach übernommen und in teilweise ländlich vereinfachten Abwandlungen an kleineren Kirchengebäuden nachgebildet. Die nach außen vorkragende Rundapsis an der Ostkirche des Simeonklosters ist durch eine zweigeschossige Reihe vorgestellter Säulen, die ein Kranzgesims tragen, zusätzlich hervorgehoben. Diese Betonung der Rundapsis wurde an der etwa 470 fertiggestellten Kirche von Qalb Loze eingeführt. In beiden Fällen, ebenso an der fünfeckigen Apsis von Deir Turmanin besaßen die Säulen auch eine statische Funktion. Gleiches gilt noch für die Säulen der halbrunden Apsiswand an der Phokaskirche von Basufan (491/2 datiert). Die zwölf Säulchen, die nach der Beschreibung von de Vogue vor die gerade Ostwand der Nordkirche von Deir Seta gestellt waren, machten dagegen formal und statisch weniger Sinn. Die Baudekoration von Qal'at Sim'an wurde nirgends so getreu im Zusammenhang wiedergegeben wie an der Nordkirche von Deir Seta. Spätformen dieser Entwicklung sind die Rankenornamente an der Madrasa al-Hallawiya (Hallawiya-Medrese) in Aleppo (1245 datiert).

### Baptisterium
Freistehende Taufhäuser waren allgemein rechteckig. Das einzige hexagonale Baptisterium im Gebiet der Toten Städte befand sich vor der Südostecke der hiesigen Nordkirche und wurde wohl etwas später als diese erbaut. Sein Durchmesser betrug etwa zehn Meter. Über den Rundbogenfenstern zu beiden Seiten der Eingangstür verliefen kannelierte Gesimsbänder. Ursprünglich war das Taufbecken in der Mitte von sechs Säulen umgeben, die nach den Angaben von de Vogüé eine Zentralkuppel trugen. Das Baptisterium von Qal'at Sim'an besaß einen oktogonalen Zentralraum.

### Klosterkirche

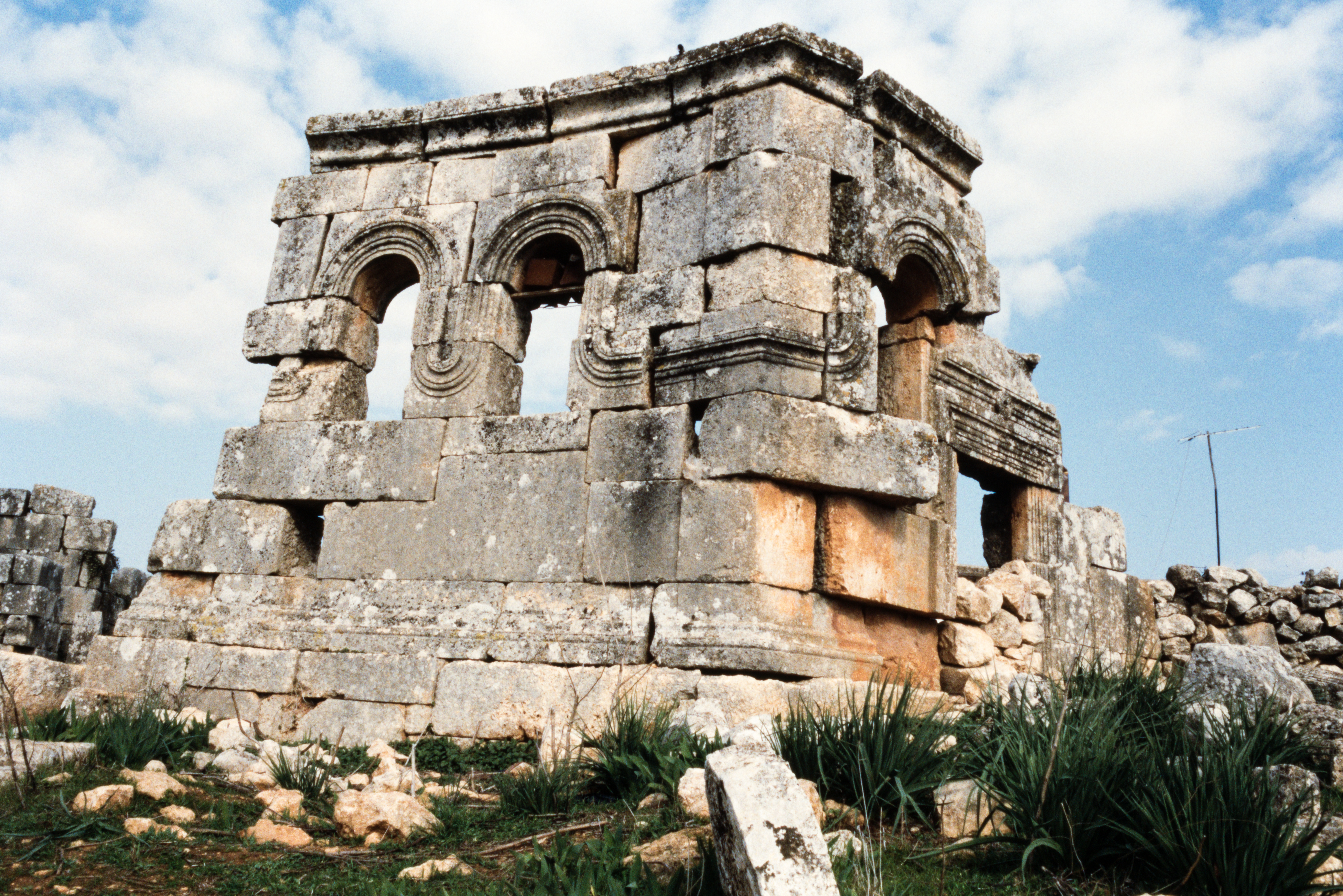
Martyrion von Süden

Die Klosterkirche (oder Ostkirche) war eine dreischiffige Säulenarkadenbasilika mit jeweils sechs Jochen im Naos und einem rechteckigen Altarraum mit seitlichen Nebenräumen innerhalb einer geraden Ostwand. Der südliche Raum diente als Martyrion. Zwei Eingänge lagen in der Südwand, einer in der Westwand und vermutlich ein weiterer in der Nordwand. Die Abmessungen betrugen zwischen den Wänden 19 × 12 Meter. Die vier im Versturz außerhalb gefundenen Fragmente von Säulenkapitellen zeigen verschiedene korinthische Stile, drei davon haben klassische Akanthusblätter. Von dem an den Innenwänden der Apsis umlaufenden Gesims blieben zwei Steinquader mit einem schweren Wulstprofil und seitlichen Randleisten erhalten.
Der Sturzstein der westlichen Tür in der Südwand war in zwei Teilen am Boden liegend vollständig erhalten. Er ist mit einer breiten Außenleiste, cyma recta und drei Fascien (horizontalen Streifen) gearbeitet. Die Türrahmen trugen keine Ornamente. Die Seitengewände der Fenster waren an der Südfassade durch Gesimse dekoriert, die an den Enden zu Voluten aufgerollt waren. Solche Voluten tauchten erstmals an der Ostkirche von Kalota (492 datiert) und an der zeitgleichen Phokaskirche von Basufan auf. Strube datiert die Klosterkirche vor 530 n. Chr.